# Funkcja zaniedbywalna (kryptografia)
Funkcja zaniedbywalna – funkcja, która dąży do zera szybciej niż dowolny wielomian. Funkcje takie mają szczególne znaczenie w kryptografii.
Formalnie {\displaystyle \nu :N\rightarrow R} jest zaniedbywalna, jeśli dla dowolnego {\displaystyle d} istnieje {\displaystyle m} takie, że {\displaystyle \forall n>m} zachodzi {\displaystyle |\nu (n)|<n^{-d}.}
Przykładami takich funkcji są np. {\displaystyle f(n)=2^{-n}} i {\displaystyle f(n)=n^{-\log n}.}
Funkcje zaniedbywalne są używane do określania bezpieczeństwa algorytmów i protokołów kryptograficznych. Przykładowo możemy powiedzieć, że szyfr jest bezpieczny, jeśli szansa odgadnięcia klucza przez osobę postronną jest zaniedbywalną funkcją długości klucza.
Definicja funkcji zaniedbywalnej jest asymptotyczna z identycznych powodów, dla których tak definiowane są złożoności algorytmów: w takiej postaci jest zamknięta na podstawowe matematyczne operacje, co umożliwia wyprowadzanie innych własności z tej definicji. W praktyce bezpieczeństwo systemów kryptograficznych wymaga ustalenia konkretnych wartości tej funkcji (np. 2−128) i użycia klucza o takiej długości, aby tę wartość uzyskać.